# بایان‌اونجول
شهرستان بایان‌اونجول (به زبان مغولی: Баян-Өнжүүл сум، [Bajan-Önžüül sum]؛ ᠪᠠᠶ᠋ᠠᠨ ᠥᠨᠵᠢᠭᠦᠯ ᠰᠤᠮᠤ، [bayan önjigül sumu]) یک شهرستان (سُوم) در مغولستان است که در استان توف واقع شده‌است.

## تقسیمات اداری
شهرستان بایان‌اونجول متشکل از ۳ قصبه (باغ) می‌باشد، شامل:
- بارات (مغولی: Бараат баг، [Baraat bag]؛ ᠪᠠᠷᠠᠭᠠᠲᠤ ᠪᠠᠭ، [baraɣatu baɣ])
- بورد (مغولی: Бүрд баг، [Bürd bag]؛ ᠪᠦᠷᠢᠳᠦ ᠪᠠᠭ، [büridü baɣ])
- چیل (مغولی: Цээл баг، [Ceel bag]؛ ᠴᠡᠭᠡᠯ ᠪᠠᠭ، [čegel baɣ])